# Alexander Long

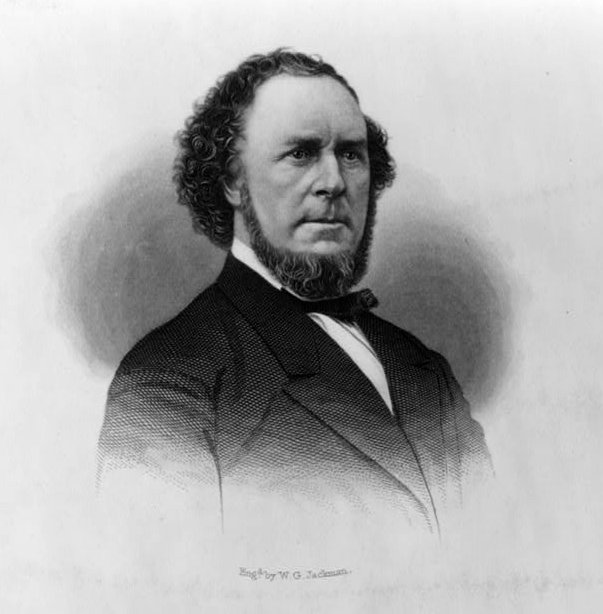
Alexander Long

Alexander Long (* 24. Dezember 1816 in Greenville, Mercer County, Pennsylvania; † 28. November 1886 in Cincinnati, Ohio) war ein US-amerikanischer Politiker (Demokratische Partei).

## Werdegang
Long studierte Jura, bekam seine Zulassung als Anwalt und fing in Cincinnati an zu praktizieren. Er entschloss sich eine politische Laufbahn einzuschlagen und war von 1848 bis 1849 Mitglied im Repräsentantenhaus von Ohio. Dann wurde er während des Bürgerkrieges ins US-Repräsentantenhaus gewählt, dem er vom 4. März 1863 bis zum 3. März 1865 angehörte (38. US-Kongress).
Er wurde bekannt durch seinen Widerstand gegen den Bürgerkrieg und war für die Unabhängigkeit der Konföderierten Staaten. Bei einer Rede vor dem Kongress am 8. April 1864 äußerte er diese Ansichten, für die er von einigen Abgeordneten einschließlich des Speaker Schuyler Colfax verurteilt wurde. Am 9. April 1864 wurde er für die "verräterischen Äußerungen" durch den Kongress getadelt. Long war Mitglied der Copperheads, einer Friedensbewegung der Demokratischen Partei, und einer der extremsten Gegner des Krieges.
Nach seinem erfolglosen Wiederwahlversuch in den 39. Kongress zog er sich aus der Politik zurück und nahm wieder seine Tätigkeit als Anwalt in Cincinnati auf. Er starb dort 1886 und wurde auf dem Spring Grove Cemetery beigesetzt.